# Puffinus
Puffinus là một chi chim trong họ Procellariidae.

## Các loài
Chi này gồm các loài:
- Puffinus assimilis Gould, 1838
- Puffinus auricularis Townsend, CH, 1890
- Puffinus bailloni Bonaparte, 1857
- Puffinus bannermani Mathews & Iredale, 1915
- Puffinus baroli (Bonaparte, 1857)
- Puffinus boydi Mathews, 1912
- Puffinus bryani Pyle et al., 2011[3]
- Puffinus bulleri Salvin, 1888
- Puffinus carneipes Gould, 1844
- Puffinus creatopus Coues, 1864
- Puffinus griseus (Gmelin, JF, 1789)
- Puffinus tenuirostris (m(Temminck, 1836)
- Puffinus gavia (Forster, JR, 1844)
- Puffinus gravis (O'Reilly, 1818)
- Puffinus heinrothi Reichenow, 1919
- Puffinus huttoni Mathews, 1912
- Puffinus lherminieri Lesson, 1839
- Puffinus mauretanicus Lowe, 1921
- Puffinus nativitatis Streets, 1877
- Puffinus newelli Henshaw, 1900
- Puffinus opisthomelas Coues, 1864
- Puffinus pacificus (Gmelin, JF, 1789)
- Puffinus persicus Hume, 1872
- Puffinus puffinus (Brünnich, 1764)
- Puffinus subalaris Ridgway, 1897
- Puffinus yelkouan (Acerbi, 1827)